# نیکو اشلوتربک
نیکو سدریک اشلوتربک (به انگلیسی: Nico Cedric Schlotterbeck؛ زادهٔ ۱ دسامبر ۱۹۹۹) بازیکن فوتبال اهل آلمان است که به عنوان مدافع میانی برای باشگاه بروسیا دورتموند در بوندس‌لیگا و تیم ملی آلمان بازی می‌کند.

## دوران باشگاهی

### باشگاه اس‌سی فرایبورگ
اشلوتربک اولین بازی حرفه‌ای خود را برای باشگاه اس‌سی فرایبورگ در ۹ مارس ۲۰۱۹ انجام داد و به‌عنوان یار تعویضی جایگزین فیلیپ لینهارت شد؛ دیداری که در نهایت با برد خانگی ۲–۱ مقابل هرتابرلین به پایان رسید.

### یونیون برلین (قرضی)
در ۳۱ ژوئیه ۲۰۲۰، اشلوتربک با قراردادی قرضی و یک ساله یونیون برلین پیوست.

## بازی‌های ملی
او اولین پیشنهاد خود را برای دعوت به تیم ملی آلمان در مسابقات مقدماتی جام جهانی و سپتامبر ۲۰۲۱ دریافت کرد.

## زندگی شخصی
اشلوتربک برادرزاده فوتبالیست حرفه‌ای سابق نیلز اشلوتربک است که برای فرایبورگ نیز بازی می‌کرد. برادر بزرگتر او، کوین نیز یک فوتبالیست حرفه ای است که در فصل ۲۰–۲۰۱۹ به صورت قرضی از فرایبوگ به باشگاه اف‌سی یونیون برلین پیوست و برای فصل ۲۱–۲۰۲۰ به فرایبورگ بازگشت.